# Giorgio Spavento

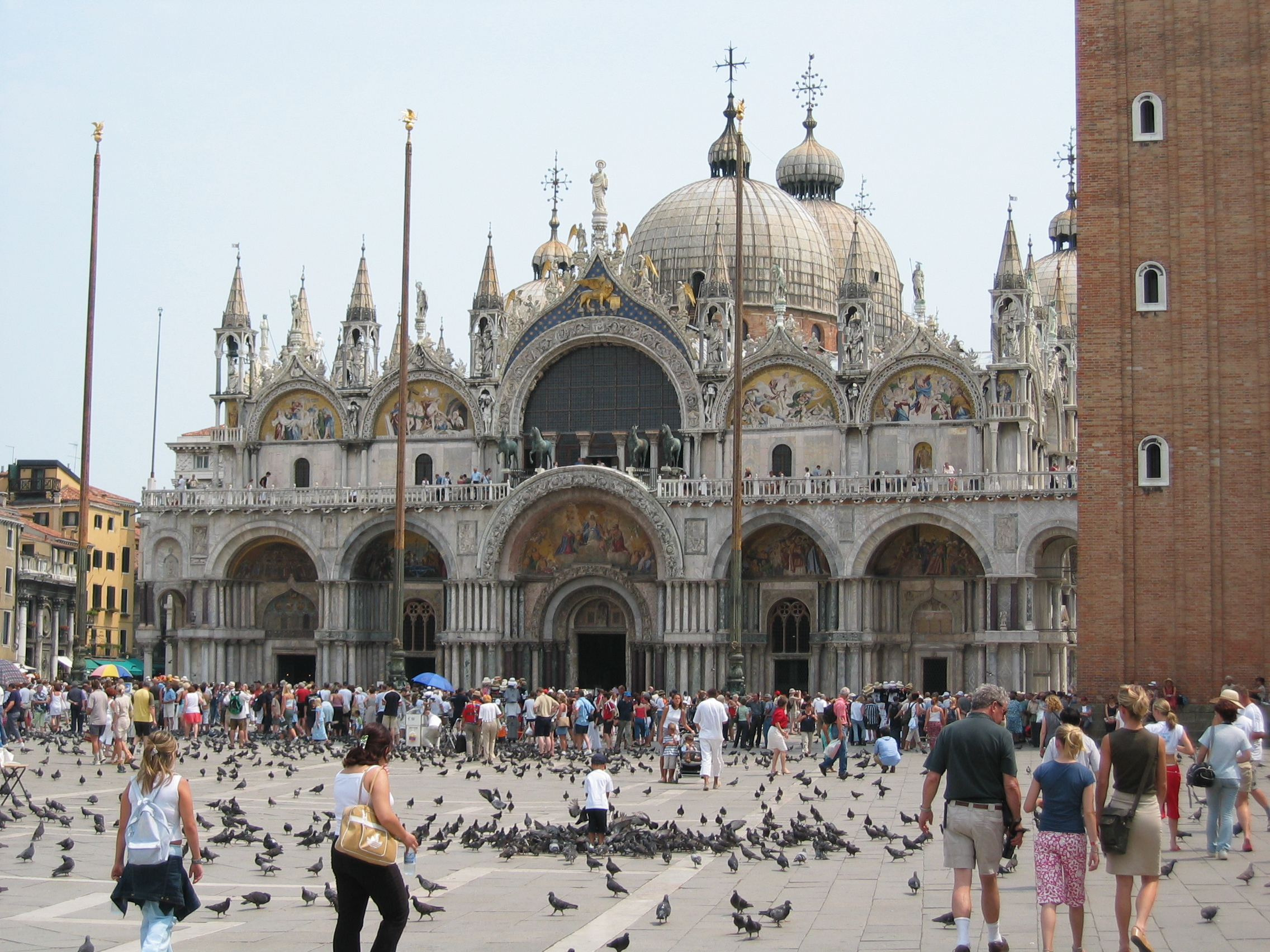
Basilica di San Marco

Giorgio Spavento di Pietro (Venezia, 1440 circa – Venezia, 1509) è stato un architetto italiano, nominato proto, succedendo ad Antonio Celega, dei Procuratori di San Marco..

## Biografia
Allievo e continuatore dell'architetto Mauro Codussi, è l'autore della Sagrestia della Basilica di San Marco nel 1468.
Dal 1486 alla sua morte egli figura come Inzegnerius prothus dominorum procuratorum Sancti Marci. Diresse la costruzione della Nuova sacrestia di San Marco, eresse la cappella di San Teodoro dietro alla basilica di San Marco, diresse i lavori della chiesa dei Santi Filippo e Giacomo; impiegò altri maestri della Procuratia di Supra per la demolita chiesa di San Nicolò di Castello (limitrofa a quella di Sant'Antonio di Castello), annessa al vecchio Ospedale dei Marinai dedicato a Gesù Cristo. 
Il 18 dicembre 1489 ricevette il denaro che gli spettava per Spexe del modelo del Campagniel di San Marco, la cui cuspide lignea era stata colpita quattro mesi prima da un fulmine.
Diresse i restauri nella Basilica di San Marco, sia all'esterno che all'interno. Nel 1496, insieme a Pietro Bon, proto dell'Officio del Sale, ebbe l'incarico di esaminare i danni alla Sala del Gran Consiglio ed egli suggerì i provvedimenti per le opere di restauro, effettuate prima del 1498.
Nel 1498 fece un progetto per il restauro del Palazzo della Ragione a Vicenza.
Restaurò l'antico, e ancora in legno, Ponte di Rialto nel 1502 e nel 1508. Nel dicembre 1502 fu inviato a Verona per suggerire provvedimenti di restauro al ponte Navi.
Nel 1503 si recò a Rovigno per prendere accordi con i maestri delle cave circa l'allestimento e la fornitura delle pietre per i ripari del Lido.
Dopo l'incendio avvenuto nella notte dal 27 al 28 gennaio 1505 al Fondaco dei Tedeschi vicino al campo San Bartolomeo, fu chiesto a lui e a Girolamo Tedesco di preparare un modello per la ricostruzione del Fondaco; fu approvato il modello di Girolamo Tedesco, ma l'esecuzione dell'opera fu affidata a Giorgio. Egli, già occupato come proto di San Marco e soprintendente al Lido, fu sostituito  da Antonio Abbondi detto lo Scarpagnino, il 13 ottobre 1505.

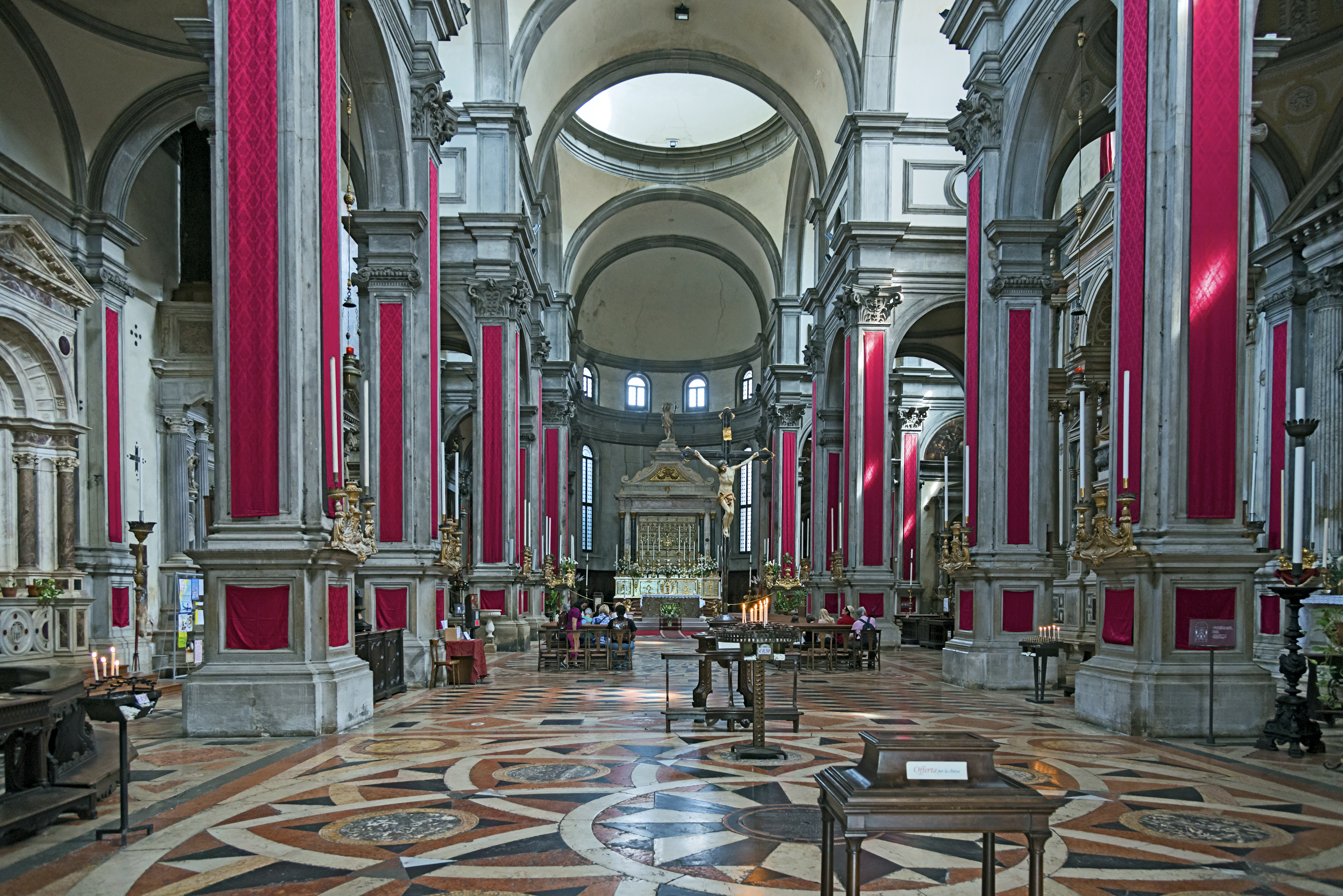
Chiesa di San Salvador

Nel 1506 fece il progetto per la ricostruzione della chiesa di San Salvador poi completata da Tullio Lombardo;  nel 1508 condusse dei lavori per la cappella di San Nicolò all'interno del Palazzo Ducale.
Fu confratello della Scuola di San Marco e in questo luogo si trova l'iscrizione: 1509. Morj – Ser Zorzi de Piero marangon de la libraria de S:Marco, protho: da questa indicazione si rileva che lo Spavento operasse anche nella Biblioteca di San Marco.
Lasciò tre testamenti, uno rogato il 24 gennaio 1495, un altro il 5 giugno 1505 e uno il 13 maggio 1509: da essi si apprende che egli aveva due fratelli, Alegretto, (morto nel 1495) e Giambattista; la moglie Pierina e il figlio Marco. Del figlio si ha notizia nella Mariegola (n° 4) della Scuola di San Marco: Marco Spavento fo de Ser Zorzi, (inscritto tra i confratelli nel 1511), "bandido". Nel Libro dei morti della Scuola di San Marco, risulta che Marco Spavento bandido, morì tra il 12 marzo 1538 e il 9 marzo 1539.